# Fais-moi très mal mais couvre-moi de baisers
Pour plus de détails, voir Fiche technique et Distribution.
Fais-moi très mal, mais couvre-moi de baisers (titre original : Straziami, ma di baci saziami) est un film franco-italien de Dino Risi. Ce film, qui a pour sous-titre Fiançailles à l'italienne, est sorti en salles en 1968.

## Synopsis
Marino et Marisa doivent se marier. C'est compter sans les ragots dénués de fondements qui sont rapportés à Marino... Celui-ci rompt alors les fiançailles. Quelques années plus tard, Marino est pris de regrets et tente de retrouver Marisa. Malheureusement, celle-ci a tenté de se suicider et est à l'hôpital... Elle a épousé un sourd-muet pour lequel elle n'éprouve pas d'amour et retrouve avec bonheur son premier fiancé. Le couple reformé tente de se débarrasser du mari. Celui-ci retrouve ses facultés et décide de devenir moine et c'est lui qui marie le couple...

## Fiche technique
- Titre original : Straziami, ma di baci saziami
- Réalisation : Dino Risi
- Scénario : Dino Risi, Age et Scarpelli
- Photographie : Alessandro D'Eva
- Montage : Antonietta Zita
- Musique : Armando Trovajoli
- Décors : Luigi Scaccianoce
- Producteurs : Edmondo Amati, Maurizio Amati et Jacques Roitfeld
- Durée : 105 minutes
- Date de sortie : Italie : 4 octobre 1968

## Distribution
- Nino Manfredi : Marino Balestrini
- Pamela Tiffin : Marisa Di Giovanni
- Ugo Tognazzi : Ugo Ciceri
- Moira Orfei : Adelaide
- Pietro Tordi
- Livio Lorenzon
- Gigi Ballista
- Samson Burke : Guido Scortichini
- Checco Durante
- Ettore Garofolo : Le Jeune homme du Bar.

## Autour du film
- Le film a fait l'objet d'une adaptation en 2012 par Pascal Thomas, sous le titre Ensemble, nous allons vivre une très, très grande histoire d'amour...[1].